# Passepied

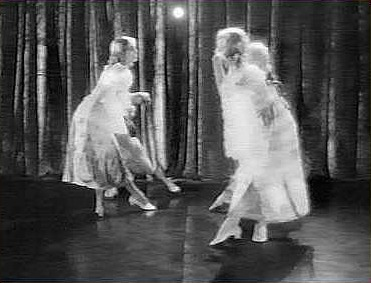
Passepied z opery Os de Chagrin

Passepied – bretoński taniec ludowy, popularny w Bretanii od XVI wieku do dziś, będący rodzajem szybkiego menueta, zwykle w takcie 3/8 lub 6/8.

## Historia
W XVI wieku stał się tańcem dworskim i wszedł do muzyki baletowej. Szczególnie popularny był na dworach Ludwika XIV i Ludwika XV. Bywa częścią suity. Pojawił się m.in. w suitach Johanna Sebastiana Bacha (np. V suita angielska e-moll) czy w Suicie bergamaskiej Claude’a Debussy’ego (1888).